# Orrington

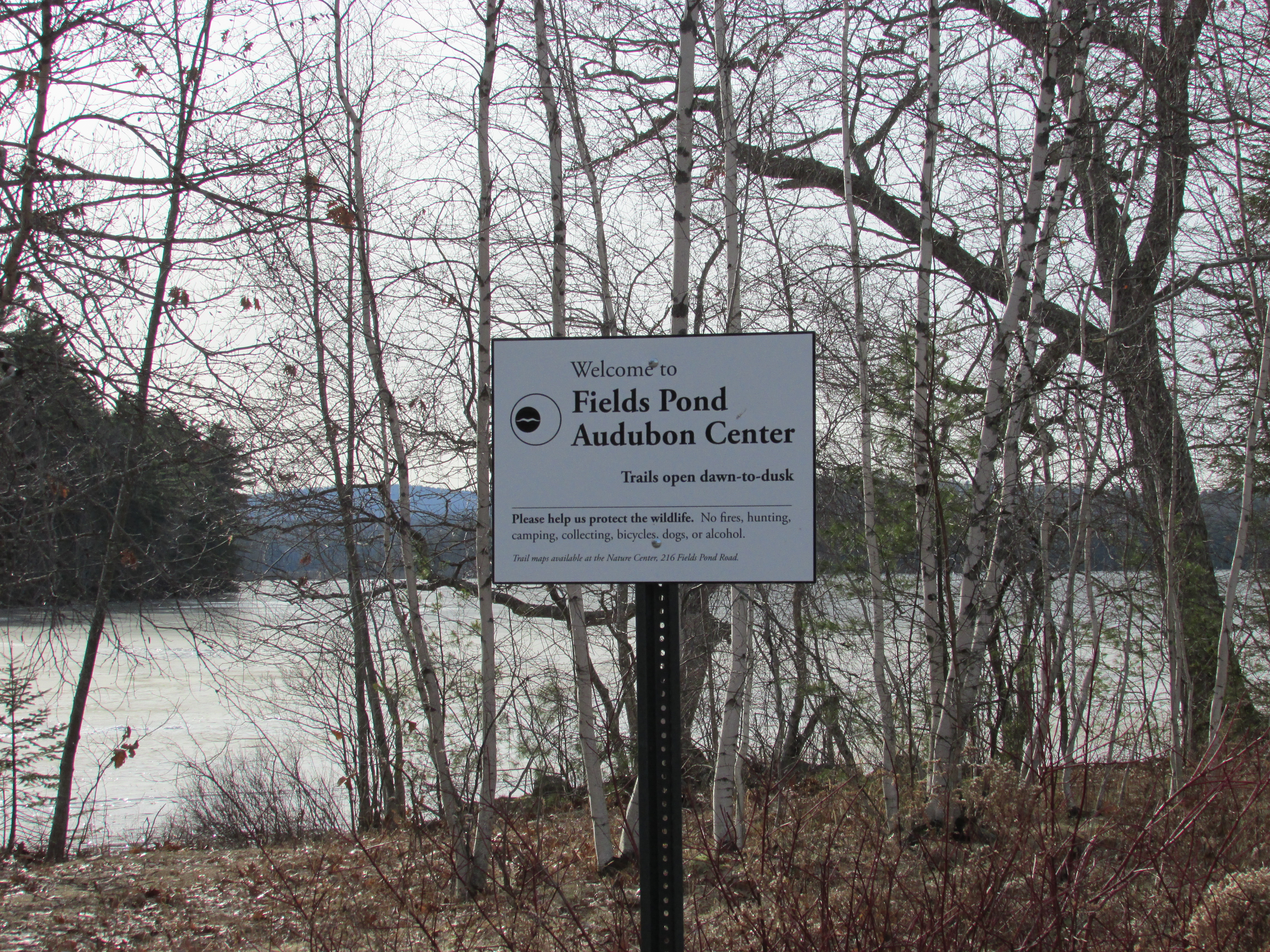
Un rètol que designa la propietat de l'Audubon Center on Fields Pond a Orrington, Maine.

Orrington és una població dels Estats Units a l'estat de Maine (EUA). Segons el cens del 2000 tenia 3.526 habitants.

## Demografia
Segons el cens del 2000, Orrington tenia 3.526 habitants, 1.396 habitatges, i 1.042 famílies. La densitat de població era de 53,6 habitants/km².
Dels 1.396 habitatges en un 32,7% hi vivien nens de menys de 18 anys, en un 64,3% hi vivien parelles casades, en un 7,1% dones solteres, i en un 25,3% no eren unitats familiars. En el 19,3% dels habitatges hi vivien persones soles el 8,7% de les quals corresponia a persones de 65 anys o més que vivien soles. El nombre mitjà de persones vivint en cada habitatge era de 2,52 i el nombre mitjà de persones que vivien en cada família era de 2,89.
Per edats la població es repartia de la següent manera: un 23,6% tenia menys de 18 anys, un 5,8% entre 18 i 24, un 29,8% entre 25 i 44, un 28,8% de 45 a 60 i un 12,1% 65 anys o més.
L'edat mediana era de 40 anys. Per cada 100 dones de 18 o més anys hi havia 96,7 homes.
La renda mediana per habitatge era de 44.327 $ i la renda mediana per família de 47.803 $. Els homes tenien una renda mediana de 35.250 $ mentre que les dones 27.381 $. La renda per capita de la població era de 19.290 $. Entorn del 2,4% de les famílies i el 4,3% de la població estaven per davall del llindar de pobresa.